# Михайлов, Василий Георгиевич
Василий Георгиевич Михайлов (укр. Василь Георгійович Михайлов; 24 июня 1995, п.г.т. Тарутино, Тарутинский район, Одесская область, Украина) — украинский борец вольного стиля, чемпион Европы 2023 года, призёр чемпионатов мира, участник Олимпийских игр в Токио 2020 и Париж 2024.  

## Биография
Сначала занимался футболом, но где-то в 6-7 лет перешел на вольную борьбу. Воспитанник Тарутинской детско-юношеской спортивной школы 2002-2007 годов. Первыми тренерами были Петр Арабаджи и Петр Карабаджак. В восьмом классе переехал в Херсон, где его личным тренером стал Роман Валерьевич Павлов. После окончания училища переехал в Одессу, где начал тренироваться под руководством Андрея Панаитова.
В 2011 году стал чемпионом Европы среди кадетов. В следующем году стал серебряным призером чемпионата мира среди кадетов. В 2015 году получил бронзовую медаль чемпионата Европы среди юниоров. В марте 2017 года в Венгрии стал бронзовым призером чемпионата Европы U23.  В сентябре стал бронзовым призёром чемпионат мира U23. В том же году дебютировал в составе первой сборной на чемпионате мира, где занял 12 место. Первого серьезного успеха на взрослом уровне достиг в феврале 2020, когда завоевал бронзовую медаль чемпионата Европы в Риме. В декабре 2020 года в Белграде стал бронзовым призёром индивидуального Кубка мира. В мае 2021 на мировом Олимпийском квалификационном турнире, который состоялся в болгарской Софии, стал вторым, что позволило ему завоевать лицензию на участие в летних Олимпийских играх 2020 в Токио. 5 августа 2021 года на Олимпийских играх уступил на стадии 1/8 финала азербайджанцу Турану Байрамову и занял итоговое 10 место.

## Спортивные результаты
- Чемпионат Европы по борьбе 2020 — ;
- Индивидуальный кубок мира по борьбе 2020 —
- Чемпионат мира по борьбе 2022 — ;
- Чемпионат Европы по борьбе 2023 —
- Чемпионат Украины по борьбе 2023 —
- Чемпионат мира по борьбе 2023 —

## Личная жизнь
Является выпускником Херсонского высшего училища физической культуры. Учился также в Южноукраинском национальном педагогическом университете имени Ушинского.